# Gulröd blankbock
Gulröd blankbock (Obrium cantharinum) är en skalbaggsart som först beskrevs av Carl von Linné 1767.  Gulröd blankbock ingår i släktet Obrium, och familjen långhorningar. Enligt den svenska rödlistan är arten nära hotad i Sverige. Arten förekommer i Götaland, Gotland, Öland, Svealand och Nedre Norrland. Artens livsmiljö är skogslandskap, jordbrukslandskap.